# Robert J. Wilke
Pour les articles homonymes, voir Wilke.
Robert « Bob » Joseph Wilke, né le 18 mai 1914 à Cincinnati (Ohio) et mort le 28 mars 1989 à Los Angeles (Californie), est un acteur américain.
Il est généralement crédité Robert J. Wilke ou Robert Wilke (parfois Bob Wilke).

## Biographie
Au cinéma, Robert J. Wilke débute comme figurant dans San Francisco de W. S. Van Dyke (avec Clark Gable et Jeanette MacDonald), sorti en 1936. À partir des années 1950 (auparavant, il a le plus souvent des petits rôles non crédités), Il tient régulièrement des seconds rôles de caractère, souvent de « méchants » et principalement dans des westerns.
Parmi ses films notables appartenant à ce genre, mentionnons Le train sifflera trois fois de Fred Zinnemann (1952, avec Gary Cooper et Grace Kelly), Je suis un aventurier (1954, avec James Stewart et Walter Brennan) et L'Homme de l'Ouest (1958, avec Gary Cooper et Julie London) d'Anthony Mann, ainsi que Les Sept Mercenaires (1960, avec Yul Brynner et Steve McQueen) et Sur la piste de la grande caravane (1965, avec Burt Lancaster et Lee Remick) de John Sturges.
En dehors du western, citons Vingt mille lieues sous les mers de Richard Fleischer (1954, avec Kirk Douglas et James Mason), Écrit sur du vent de Douglas Sirk (1956, avec Rock Hudson et Lauren Bacall), Spartacus de Stanley Kubrick (1960, avec Kirk Douglas et Laurence Olivier), ou encore Les Moissons du ciel de Terrence Malick (1978, avec Richard Gere et Brooke Adams), un de ses ultimes films. Le dernier de ses cent-quatre-vingt-dix neuf films américains est Les Bleus d'Ivan Reitman (avec Bill Murray et Harold Ramis), sorti en 1981, année où il se retire.
Très actif également à la télévision (souvent là-aussi dans le domaine du western), Robert J. Wilke contribue à quatre-vingt-quatorze séries entre 1951 et 1981, dont Zorro (quatre épisodes, 1959), Les Incorruptibles (trois épisodes, 1961-1962) et Gunsmoke (sept épisodes, 1958-1967). Il apparaît aussi dans cinq téléfilms, le premier en 1960, le dernier en 1981.

## Filmographie partielle

### Cinéma
- 1936 : San Francisco de W. S. Van Dyke (figurant)
- 1937 : Dans les mailles du filet (Renfrew of the Royal Mounted) de Albert Herman
- 1937 : La Révolte (San Quentin) de Lloyd Bacon
- 1938 : International Crime (en) de Charles Lamont
- 1939 : Jeepers Creepers (en) de Frank McDonald
- 1941 : Dick Tracy vs. Crime, Inc. (en) de John English et William Witney (serial)
- 1944 : Sheriff on Sundown (en) de Lesley Selander
- 1944 : Alerte aux marines (The Fighting Seabees) d'Edward Ludwig
- 1944 : The San Antonio Kid (en) d'Howard Bretherton
- 1945 : Sunset in El Dorado de Frank McDonald
- 1946 : La Ville des sans-loi (Badmen's Territory) de Tim Whelan
- 1946 : Traffic in Crime (en) de Lesley Selander
- 1947 : The Ghost Goes Wild (en) de George Blair
- 1947 : Deux Nigauds démobilisés (Buck Privates Come Home), de Charles Barton
- 1948 : Carson City Raiders (en) de Yakima Canutt
- 1948 : Daredevils of the Clouds de George Blair
- 1949 : Laramie (en) de Ray Nazarro

- 1950 : The Blonde Bandit (en) d'Harry Keller

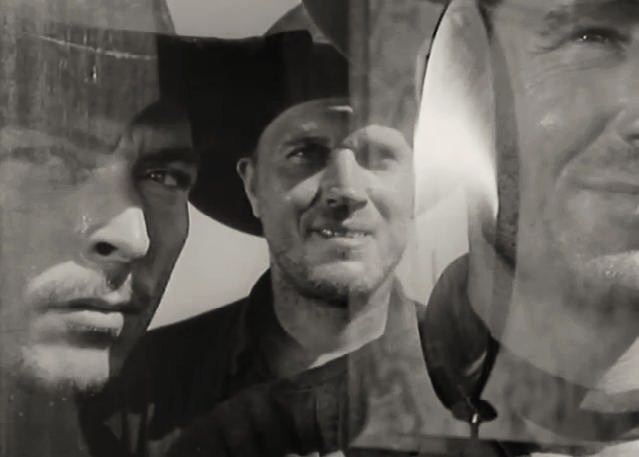
De g. à d. : Lee Van Cleef, Robert J. Wilke et
Sheb Wooley, dans Le train sifflera trois fois
(bande-annonce, 1952)

- 1950 : Le Kid du Texas (The Kid from Texas) de Kurt Neumann
- 1950 : L'Aigle du désert (The Desert Hawk) de Frederick de Cordova
- 1950 : Frontier Outpost (it) de Ray Nazarro
- 1950 : Kill the Umpire de Lloyd Bacon
- 1951 : La Vallée de la vengeance (Vengeance Valley) de Richard Thorpe
- 1951 : Gunplay de Lesley Selander
- 1951 : Discrétion assurée (No Questions Asked) d'Harold F. Kress
- 1951 : Plus fort que la loi (Best of the Badmen) de William D. Russell
- 1952 : Les Derniers Jours de la nation Apache (en) (Indian Uprising) de Ray Nazarro
- 1952 : Le train sifflera trois fois (High Noon) de Fred Zinnemann
- 1952 : Scandale à Las Vegas (The Las Vegas Story) de Robert Stevenson
- 1952 : Les Portes de l'enfer (Hellgate) de Charles Marquis Warren
- 1952 : L'Homme à la carabine (Carbine Williams) de Richard Thorpe
- 1952 : La Rivière de la poudre (Powder River) de Louis King
- 1953 : Le Sorcier du Rio Grande (Arrowhead), de Charles Marquis Warren
- 1953 : La Loi du scalp (War Paint) de Lesley Selander
- 1953 : Tant qu'il y aura des hommes (From Here to Eternity) de Fred Zinnemann
- 1954 : Je suis un aventurier (The Far Country) d'Anthony Mann
- 1954 : Les Brigands de l'Arizona (en) (The Lone Gun) de Ray Nazarro
- 1954 : Vingt mille lieues sous les mers (20,000 Leagues Under the Sea) de Richard Fleischer
- 1955 : Les Années sauvages (The Rawhide Years) de Rudolph Maté
- 1955 : Le Fleuve de la dernière chance (Smoke Signal) de Jerry Hopper
- 1955 : Une étrangère dans la ville (Strange Lady in Town) de Mervyn LeRoy
- 1955 : Amour, fleur sauvage (Shotgun) de Lesley Selander
- 1955 : Le Fils de Sinbad (Son of Sinbad) de Ted Tetzlaff
- 1955 : Un jeu risqué (Wichita) de Jacques Tourneur
- 1956 : La Caravane des hommes traqués (Canyon River) d'Harmon Jones
- 1956 : Écrit sur du vent (Written on the Wind) de Douglas Sirk
- 1956 : Coup de fouet en retour (Backlash) de John Sturges
- 1956 : Légitime Défense (Gun the Man Down) d'Andrew V. McLaglen
- 1956 : Le Justicier solitaire (The Lone Ranger) de Stuart Heisler
- 1956 : Le Roi des vagabonds (The Vagabond King) de Michael Curtiz
- 1956 : La Proie des hommes (Raw Edge) de John Sherwood : Sile Doty
- 1957 : La Ronde de l'aube (Tarnished Angels) de Douglas Sirk
- 1957 : Le Survivant des monts lointains (Night Passage) de James Neilson
- 1958 : L'Homme de l'Ouest (Man of the West) d'Anthony Mann
- 1960 : Les Sept Mercenaires (The Magnificent Seven) de John Sturges
- 1960 : Spartacus de Stanley Kubrick
- 1961 : Hold-up au quart de seconde (Blueprint for Robbery) de Jerry Hopper
- 1963 : Le Justicier de l'Ouest (en) (The Gun Hawk) d'Edward Ludwig
- 1964 : Shock Treatment de Denis Sanders
- 1964 : Le Crash mystérieux (Fate is the Hunter) de Ralph Nelson
- 1965 : Sur la piste de la grande caravane (The Hallelujah Trail) de John Sturges
- 1966 : Smoky de George Sherman
- 1967 : Tony Rome est dangereux (Tony Rome) de Gordon Douglas
- 1970 : Attaque au Cheyenne Club (The Cheyenne Social Club) de Gene Kelly
- 1971 : Dialogue de feu (A Gunfight) de Lamont Johnson
- 1973 : Santee de Gary Nelson
- 1973 : La Malédiction du loup-garou (The Boy Who Cried Werewolf) de Nathan Juran
- 1978 : Les Moissons du ciel (Days of Heaven) de Terrence Malick
- 1981 : Les Bleus (Stripes) d'Ivan Reitman

### Télévision

#### Séries télévisées
- 1954 : Les Aventures de Superman (Adventures of Superman)
  - Saison 2, épisode 19 Perry White's Scoop de George Blair
- 1955-1960 : Cheyenne
  - Saison 1, épisode 1 Mountain Fortress (1955) de Richard L. Bare
  - Saison 2, épisode 2 The Long Winter (1956) de Leslie H. Martinson et épisode 6 Mustang Trail (1956) de Richard L. Bare
  - Saison 3, épisode 3 The Mutton Puncher (1957) de Franklin Adreon
  - Saison 4, épisode 11 Outcast of Cripple Creek (1960) d'Arthur Lubin
- 1956 : Lassie
  - Saison 2, épisode 31 The Deer Hunter de Philip Ford
- 1956 : Le Choix de... (Screen Directors Playhouse)
  - Saison unique, épisode 29 Partners de Tay Garnett
- 1957 : Monsieur et Madame détective (The Thin Man)
  - Saison 1, épisode 2 The Duke of Sing Sing d'Oscar Rudolph
- 1957 : The Saga of Andy Burnett
  - Saison 4, épisodes 4 et 5 (Part I : Andy's Initiation - Part II : Andy's First Chore) de Lewis R. Foster
- 1958 : Texas John Slaughter
  - Saison 1, épisode 1 Tales of Texas John Slaughter de James Neilson et épisode 2 Ambush in Laredo de James Neilson
- 1958-1959 : L'Homme à la carabine (The Rifleman)
  - Saison 1, épisode 4 The Marshal (1958) de Sam Peckinpah et épisode 15 The Pet (1959) de Joseph H. Lewis
- 1958-1959 : Bat Masterson
  - Saison 1, épisode 5 The Fighter (1958)
  - Saison 2, épisode 7 Dead Men Don't Pay Debts (1959) de Lew Landers
- 1958-1967 : Gunsmoke ou Police des plaines (Gunsmoke ou Marshal Dillon)
  - Saison 4, épisode 1 Matt for Murder (1958) de Richard Whorf
  - Saison 5, épisode 8 Saludos (1959) d'Andrew V. McLaglen, épisode 18 Big Tom (1960) d'Andrew V. McLaglen et épisode 30 The Ex-Urbanites (1960) d'Andrew V. McLaglen
  - Saison 7, épisode 21 He Learned About Women (1962) de Tay Garnett
  - Saison 9, épisode 21 The Bassops (1964) d'Andrew V. McLaglen
  - Saison 13, épisode 2 Cattle Barons (1967)
- 1959 : Zorro
  - Saison 2, épisode 27 L'Homme venu d'Espagne (The Man from Spain), épisode 28 Le Trésor du roi (Treasure of the King), épisode 29 Le Tyran démasqué (Exposing the Tyrant) et épisode 30 Zorro prend un risque (Zorro Takes a Dare)
- 1959 : Au nom de la loi (Wanted : Dead or Alive)
  - Saison 1, épisode 34 Une petite cliente (Littlest Client)
  - Saison 2, épisode 5 Estralita de Don McDougall et épisode 13 Piste sans retour (No Trail Back) de Don McDougall
- 1959-1963 : Laramie
  - Saison 1, épisode 9 The Run to Tumavaca (1959) de Lesley Selander
  - Saison 2, épisode 2 The Track of the Jackal (1960) de Francis D. Lyon, épisode 13 A Sound of Bells (1960) de Joseph Kane et épisode 15 The Fatal Step (1961) de Joseph Kane
  - Saison 3, épisode 24 Justice in a Hurry (1962) de Joseph Kane et épisode 28 Fall into Darkness (1962) de Joseph Kane
  - Saison 4, épisode 29 The Marshals (1963) de William Witney

- 1960 : Peter Gunn

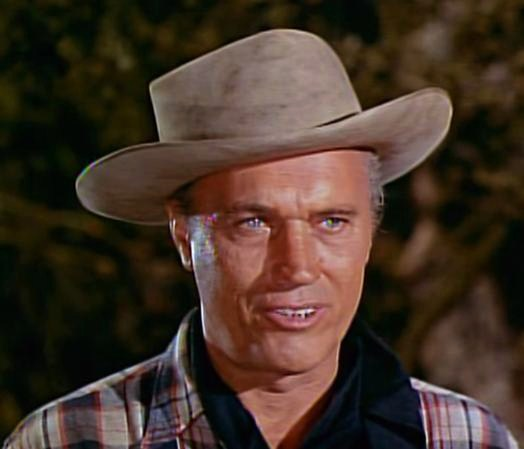
Dans Bonanza, épisode The Trail Gang (1960)

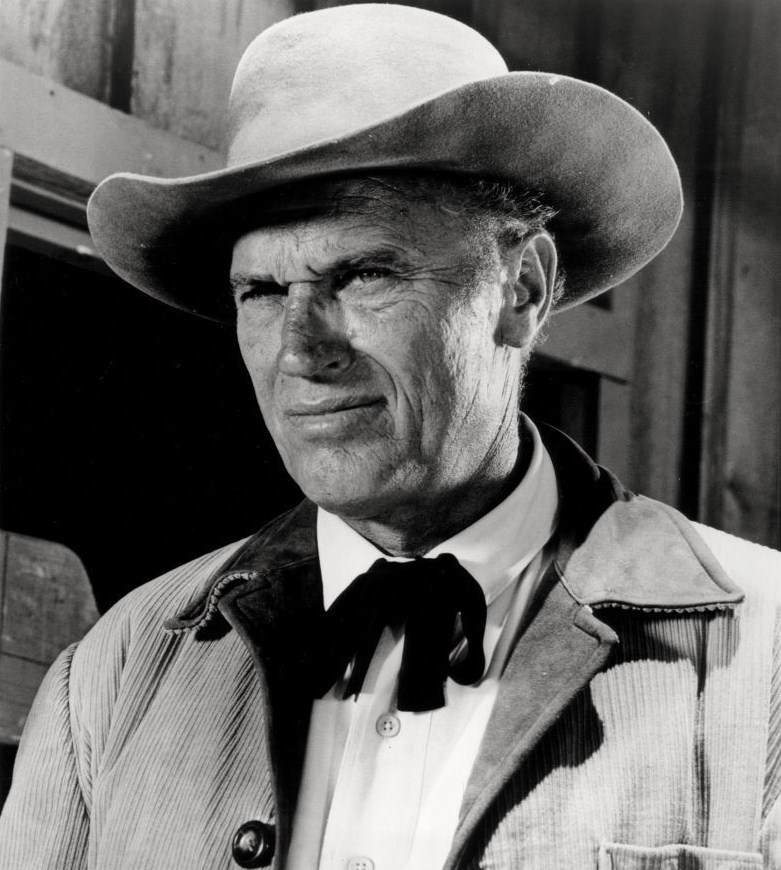
Dans Les Aventuriers du Far West, épisode Brute Angel (1966, photo promotionnelle)

  - Saison 2, épisode 24 The Long, Long Ride
- 1960 : Échec et mat (Checkmate)
  - Saison 1, épisode 7 Target : Tycoon
- 1960-1962 : Maverick
  - Saison 4, épisode 2 Hadley's Hunters (1960) de Leslie H. Martinson
  - Saison 5, épisode 8 Epitath for a Gambler (1962)
- 1960-1963 : La Grande Caravane (Wagon Train)
  - Saison 4, épisode 12 The River Crossing (1960) de Jesse Hibbs
  - Saison 5, épisode 31 The Jud Steel Story (1962)
  - Saison 6, épisode 18 The Johnny Masters Story (1963)
  - Saison 7, épisode 2 The Fort Pierce Story (1963) de William Witney
- 1960-1965 : Bonanza
  - Saison 2, épisode 11 The Trail Gang (1960) de John Rich
  - Saison 5, épisode 25 Return to Honor (1964) de Don McDougall
  - Saison 6, épisode 19 The Flannel-Mouth Gun (1965) de Don McDougall
- 1961 : Aventures dans les îles (Adventures in Paradise)
  - Saison 2, épisode 24 La Pierre de Jonas (The Jonah Stone)
- 1961-1962 : Les Incorruptibles (The Untouchables)
  - Saison 2, épisode 27 Meurtre par procuration (Stranglehold, 1961) de Paul Wendkos
  - Saison 3, épisode 27 Arsenal (1962) de Paul Wendkos
  - Saison 4, épisode 7 L'Histoire d'Eddie O'Gara (The Eddie O'Gara Story, 1962) de Robert Butler
- 1961-1963 : Rawhide
  - Saison 3, épisode 25 Incident of the Running Man (1961) de Jus Addiss
  - Saison 5, épisode 5 Incident of the Four Horsemen (1962) et épisode 17 Incident of the Mountain Man (1963) de Don McDougall
- 1962-1966 : Les Aventuriers du Far West (Death Valley Days)
  - Saison 11, épisode 3 Suzie (1962) de Bud Townsend
  - Saison 12, épisode 6 The Man Who Died Twice (1963)
  - Saison 13, épisode 14 The Journey (1965) de Jack Shea
  - Saison 15, épisode 4 Brute Angel (1966)
- 1963 : 77 Sunset Strip
  - Saison 5, épisode 23 Stranger from the Sea de George Waggner
- 1963 : Perry Mason, première série
  - Saison 7, épisode 3 The Case of the Drowsy Mosquito de Jesse Hibbs
- 1963 : Le Plus Grand Chapiteau du monde (The Greatest Show on Earth)
  - Saison unique, épisode 3 No Middle Ground for
- 1964 : Le Virginien (The Virginian)
  - Saison 2, épisode 29 Dark Destiny de Don McDougall
  - Saison 3, épisode 16 The Hour of the Tiger de Richard L. Bare
- 1964 : L'Extravagante Lucie (The Lucie Show)
  - Saison 2, épisode 17 Lucy Takes Up Golf de Jack Donohue
- 1965-1968 : Daniel Boone
  - Saison 1, épisode 18 The Sound of Fear (1965)
  - Saison 3, épisode 10 The Enchanted Gun (1966) de R. G. Springsteen
  - Saison 4, épisode 21 Hero's Welcome (1968) de Nathan Juran
- 1966 : Le Fugitif (The Fugitive)
  - Saison 4, épisode 8 Wine is a Traitor de Gerd Oswald
- 1966-1968 : Tarzan
  - Saison 1, épisode 5 The Prisoner (1966) de George Marshall et épisode 14 End of the River (1966)
  - Saison 2, épisode 16 The Creeping Giant (1968) d'Alex Nicol
- 1967 : Cimarron (Cimarron Strip)
  - Saison unique, épisode 4 The Battleground de Don Medford et épisode 13 The Last Wolf
- 1967 : Les Mystères de l'Ouest (Wild Wild West)
  - Saison 3, épisode 16 La Nuit de la flèche (The Night of the Arrow) d'Alex Nicol
- 1969 : Les Bannis (The Outcasts)
  - Saison unique, épisode 18 Gideon de Marc Daniels
- 1973 : Kung Fu
  - Saison 1, épisode 5 Œil pour œil (An Eye for an Eye) de Jerry Thorpe
- 1976 : Sur la piste des Cheyennes (The Quest)
  - Saison unique, épisode 14 la Guerre des gangs (Dynasty of Evil)
- 1976 : Starsky et Hutch (Starsky & Hutch)
  - Saison 1, épisode 19 Le Tigre d'Omaha (Omaha Tiger) de Don Weis
- 1978 : La Conquête de l'Ouest (How the West Was Won), feuilleton
  - Saison unique, épisodes non spécifiés
- 1979 : Dallas, feuilleton
  - Saison 3, épisode 6 La Chasse (The Dove Hunt) de Leonard Katzman

#### Téléfilms
- 1960 : The Slowest Gun in the West d'Herschel Daugherty
- 1969 : The Desperate Mission (en) d'Earl Bellamy
- 1971 : They Call It Murder (en) de Walter Grauman